# Wisarut Pannasri
Wisarut Pannasri (tiếng Thái: วิศรุต พันนาสี; sinh ngày 13 tháng 6 năm 1982) là một cầu thủ bóng đá người Thái Lan đã giải nghệ thi đấu ở vị trí hậu vệ trái.

## Danh hiệu

### Câu lạc bộ
Muangthong United
- Giải bóng đá Ngoại hạng Thái Lan (1): 2009